# Termes de Jurasi
Les Termes de Jurasi estan situades a uns 10 quilòmetres a l'oest de la vila de Putre, a la Regió d'Arica i Parinacota, Xile, a una alçada de 4.100 msnm, sobre el vessant nord-est de la trencada de Jurasi. S'accedeix des de la carretera CH-11 (Arica - Tambo Quemado), per un desviament que recorre uns 3 km.
Estan formades per brolladors naturals d'aigües termals volcàniques, amb temperatures que oscil·len entre els 40 i 50 graus. Compten amb dues piscines, una a l'aire lliure i una altra de formigó, a més de tres pous de fang.